# EC Cartucho.es
.EC Cartucho.es (código RFEC: ECMA) é um equipa de ciclismo espanhol de categoria amador elite e sub23, participante na Copa da Espanha de Ciclismo. Os principais directores da equipa são o excorredor profissional Jesús Rodríguez Magro e Miguel Ángel Hurtado.
O patrocinador principal da equipa é Cartucho.es, uma companhia espanhola dedicada à venda de consumíveis de impressoras através de internet.

## História
A equipa nasce da continuidade da equipa do Clube Ciclista Torrejón, denominou-se EC Rodríguez Magro. Na atualidade é denominado EC Cartucho.es. A sua sede está em Alcalá de Henares, na Comunidade de Madri. O director da equipa é o ex-corredor profissional Jesús Rodríguez Magro.
Vários dos ciclistas que têm passado pela suas fileiras chegaram ao campo profissional, como Jesús Rodríguez Magro, Faustino Rupérez, José Luis Rodríguez García.

## Responsáveis e técnicos

### Pessoal
| Nome                       | País    | Carrego                  |
| Jesús Rodríguez Magro      | Espanha | Gerente                  |
| Miguel Ángel Hurtado Porro | Espanha | Director                 |
| Manuel Hurtado Cerrato     | Espanha | Director desportivo      |
| Roberto Gonçalves Moreira  | Espanha | Director desportivo      |
| Fernando Coronel Huidobro  | Espanha | Director desportivo      |
| Raúl Pernía                | Espanha | Director desportivo      |
| Borja Jerez Zubieta        | Espanha | Mecânico                 |
| Iván Gómez Hernández       | Espanha | Masajista                |
| Ismael Castro              | Espanha | Masajista                |
| Marcelino Pacheco Saelices | Espanha | Responsável por imprensa |
| Samuel Hernando Álvarez    | Espanha | Responsável por imprensa |
| Borja Lázaro               | Espanha | Responsável por imprensa |

## Elenco

### Elenco de 2016
Modelo confirmado para a temporada de 2016:
| Nome                             | Nascimento  | País          | Equipa de 2015                 |
| Gonzalo Serrano Rodríguez        | 17/08/1994  | Espanha       | EC Cartucho.es                 |
| Adrián García Ruiz               | 14/03/1993  | Espanha       | EC Cartucho.es                 |
| Javier Hernández Blanco          | 28/01/1997  | Espanha       | Flex-Fundação Alberto Contador |
| Marcos Rodríguez Sacristán       | 20/06/1993  | Espanha       | EC Cartucho.es                 |
| Kris Jasper                      | 30/04/1995  | Reino Unido   | Team Falco                     |
| Cristian Fernández Hernández     | 21/08/1997  | Espanha       | Esetec                         |
| Jorge González Gámez             | 29/04/1995  | Espanha       | EC Cartucho.es                 |
| Álvaro Lado García               | 23/04/1993  | Espanha       | EC Cartucho.es                 |
| Pablo Moreno Pinilla             | 10/03/1997  | Espanha       | San Sebastián dos Reis         |
| Adrián Escobar Morais            | 02/10/1996  | Espanha       | Bicicletas Rodríguez           |
| Beñat Maynar Fernández           | 21/06/1996  | Espanha       | EC Cartucho.es                 |
| David Martín Martínez            | 19/02/1997  | Espanha       | OID Cycling Team- Ciclos Ebora |
| Daniel Soriano Urda              | 12/07/1997  | Espanha       | Clube Alamillo 1213            |
| Diego Sánchez Ruiz               | 019/08/1995 | Espanha       | EC Cartucho.es                 |
| Iván Unsión Núñez                | 30/11/1992  | Espanha       | EC Cartucho.es                 |
| Gonzalo Herranz Vega             | 14/03/1994  | Espanha       | Pizzería Espanhola             |
| Jorge Camacho Aranda             | 14/05/1997  | Espanha       | Retelec                        |
| Sergio Rivera Yubero             | 25/10/1994  | Espanha       | EC Cartucho.es                 |
| Juan Carlos Viracocha Valdiviezo | 12/10/1994  | Equador       | EC Cartucho.es                 |
| Rubén Cale Ferreiro              | 29/12/1991  | Espanha       | EC Cartucho.es                 |
| Slahde Seale                     | 07/09/1992  | África do Sul | EC Cartucho.es                 |
| Miguel Ángel Rincão Bacete       | 29/05/1997  | Espanha       | União Ciclista Fuenlabrada     |
| Jonas Hjorth                     | 20/05/1993  | Noruega       | Pousada Latorre                |
| Elias Angell Spikseth            | 13/07/1990  | Noruega       | Asker CK                       |
| Ángel do Campo Colmenar          | 17/01/1994  | Espanha       | EC Cartucho.es                 |
| Miguel Ángel Silva Muñoz         | 12/05/1997  | Espanha       | Retelec                        |
| Edgar Esteban Clemente           | 7/08/1996   | Espanha       | Pizzería Espanhola             |
| Edwin Yair Torres                | 14/02/1997  | Venezuela     | OID Cycling Team- Ciclos Ebora |